# Fondation Sandretto Re Rebaudengo
La Fondation Sandretto Re Rebaudengo, ou Fondazione Sandretto Re Rebaudengo, est une institution à but non lucratif fondée à Turin en 1995, qui soutient l'art contemporain, et en particulier la production de jeunes artistes. L'institution est connue à l'échelle internationale et est considérée comme un espace d'exposition de Turin.

## Histoire de l'institution

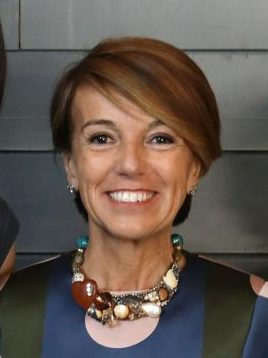
Patrizia Sandretto Re Rebaudengo en 2017.

La Fondation est née le 6 avril 1995 sur l'initiative de son président, Patrizia Sandretto Re Rebaudengo.

## Localisation et description
La fondation a deux lieux d'exposition : le centre de Turin et le Palazzo Re Rebaudengo à Guarene. 
Le centre pour l'Art de Turin, dans le Borgo San Paolo a ouvert en 2002, grâce à un travail de l'architecte Claudio Silvestrin. Le bâtiment a une architecture horizontale, minimaliste, avec mur de béton et d'étroites ouvertures verticales. Sa superficie est de 3 500 m2 dont 1 200 m2 consacrés aux expositions. 
Le Palazzo Re Rebaudengo de Guarene est une construction du XVIIIe siècle protégée par la Soprintendenze au titre du patrimoine culturel.

## Activité
La fondation diffuse et promeut l'art contemporain, en essayant d'attirer un public plus large grâce à des classes d'art pour les adultes, le dimanche pour les familles, des ateliers pour les étudiants et un service de médiation culturelle, travaillant sur l'accompagnement des visiteurs. La fondation est le promoteur d'un programme de projets expérimentaux et interculturels. Elle veut soutenir les artistes, également, en synergie avec d'autres institutions pour la diffusion et la promotion de leurs œuvres, ainsi que par l'organisation de résidences de jeunes conservateurs.